# La linea della bellezza
La linea della bellezza (The Line of Beauty) è un romanzo dello scrittore inglese Alan Hollinghurst, pubblicato nel 2004.
Nello stesso anno, il libro si è aggiudicato il Booker Prize. Nel 2019, il romanzo si classificava al trentottesimo posto nella lista di The Guardian', dedicata ai 100 migliori libri del XXI secolo

## Trama
Siamo nel boom dei lisergici anni ottanta e il giovane Nick Guest, brillante neolaureato a Oxford, è un privilegiato: grazie alle amicizie strette al college vive a Londra, ospite nella casa della famiglia Fedden, il cui patriarca, Gerald, è un deputato conservatore, eletto al Parlamento dopo l'Elezione Generale del 1983. Innamorato fino all'adorazione di Margaret Thatcher, come tutti i suoi compagni di partito, Gerald si gode la ricchezza, la fama e il prestigio in un momento troppo cristallino per non essere destinato a frantumarsi. Parallelamente, Nick, esteta innamorato della bellezza ed infatuato del lusso, intreccia prima una relazione burrascosa con un giovane impiegato di colore e, in seguito, si lega ad un suo vecchio compagno di Oxford, Wani Ouradi, figlio di un miliardario libanese. Dopo una breve apparizione in scena di Margaret Thatcher in persona, durante un azzimato ballo di società, il mondo dei Fedden inizia a sgretolarsi, roso da scandali economici e sessuali e la stessa relazione fra Nick e Wani viene sbandierata sulle pagine dei giornali, suscitando l'ira conservatrice della famiglia Fedden e svelando l'impietosa ipocrisia del loro finto liberalismo. E mentre gli anni '80 volgono alla fine e lo spettro dell'AIDS inizia a mietere vittime, Nick si accorge in un pomeriggio d'autunno di che bene effimero e sfuggente, e proprio per questo meraviglioso, sia la bellezza.
Nella prima parte del romanzo, "L'accordo dell'amore", Hollinghurst si sofferma sull'educazione sentimentale del giovane Nick, gay e fine esteta, con un giovane proletario che lo inizia all'amore e al sesso in modo rude e sbozzato.
Nella seconda parte, "Da che dipenderà tanta bellezza?", il quadro si amplia e abbraccia gli interi anni '80, gli anni della cocaina, della speculazione economica, di Margaret Thatcher: il tono di questa sezione è quello ironico e caustico di una satira sociale. Ma lo spettro della decadenza - perché tanta bellezza non può che essere anche selvaggiamente effimera - aspetta dietro l'angolo di una strada.
Nella terza parte, "La fine della strada", lo sfacelo delle illusioni è completo: infranto lo specchio - refrain costante del libro -, il mondo dorato della famiglia Fedden si rivela per quello che è, un microcosmo di potere e ipocrisia, veleni e scandali occultati. E la triade sesso-droga-ricchezza si mostra come un serpente che si mangia la coda: l'AIDS inizia a mietere vittime e l'opinione pubblica deve scontrarsi coi propri scheletri nell'armadio. 
Nel finale del libro, Nick Guest, che già sente su di sé l'ombra dell'oblio e della morte, contempla il mondo che, nonostante tutto, continua a scorrere e prova un amore sconfinato per tutta questa bellezza. 
Come pensava William Beckwith alla fine del precedente romanzo La biblioteca della piscina (non a caso ambientato nell'estate del 1983, l'ultima del suo tipo che mai ci sarebbe stata): "Tante cose erano finite, tante erano andate storte o male; eppure lo splendido pomeriggio di giugno continuava inesorabile, diventava più sereno, più cristallino".

## Opere derivate
Nel 2006 è stata prodotta la miniserie televisiva in tre parti The Line of Beauty, andata in onda su BBC Two. La miniserie è stata diretta da Saul Dibb e interpretata da Dan Stevens, Tim McInnerny, Hayley Atwell e Alice Krige.

## Edizioni in italiano
- Alan Hollinghurst, La linea della bellezza, traduzione di Giovanna Granato, Milano: Mondadori, 2006